# Bibio breviceps
Bibio breviceps är en tvåvingeart som beskrevs av Friedrich Hermann Loew 1866. Bibio breviceps ingår i släktet Bibio och familjen hårmyggor. Inga underarter finns listade i Catalogue of Life.